# Balassagyarmat zászlaja

Balassagyarmat zászlaja

Balassagyarmat zászlaja Balassagyarmat város egyik jelképe, melyről Balassagyarmat Város Önkormányzatának 38/1996. (XI. 28.) számú rendelete rendelkezik.
A város zászlajának alapja egy 2:1 oldalhosszúságú fekvő téglalap, melynek mezejét ¼ - ½ - ¼ arányban ultramarinkék - fehér - ultramarinkék sávok osztják fel. A zászló mértani közepén helyezkedik el a város címere oly módon, hogy a címer sisakdíszén álló sas derekától teljesen a felső ultramarinkék sávban van, a címerpajzs alsó széle az fehér mezőben húzódik, a csúcsa pedig belelóg az alsó ultramarinkék sávba. A címerpajzs alatti, kétoldalt felfelé ívelő aranyszínű ellipszis szalagon Alberus Medium betűtípussal a „CIVITAS FORTISSIMA * BALASSAGYARMAT” felirat olvasható.
A város zászlajáról és címeréről szóló rendelet a kihirdetés napján, 1996. november 28-án lépett hatályba, ezzel egyidejűleg hatályát vesztette a korábbi 7/1991. (III. 12.) számú önkormányzati rendelet.